# Rasošky

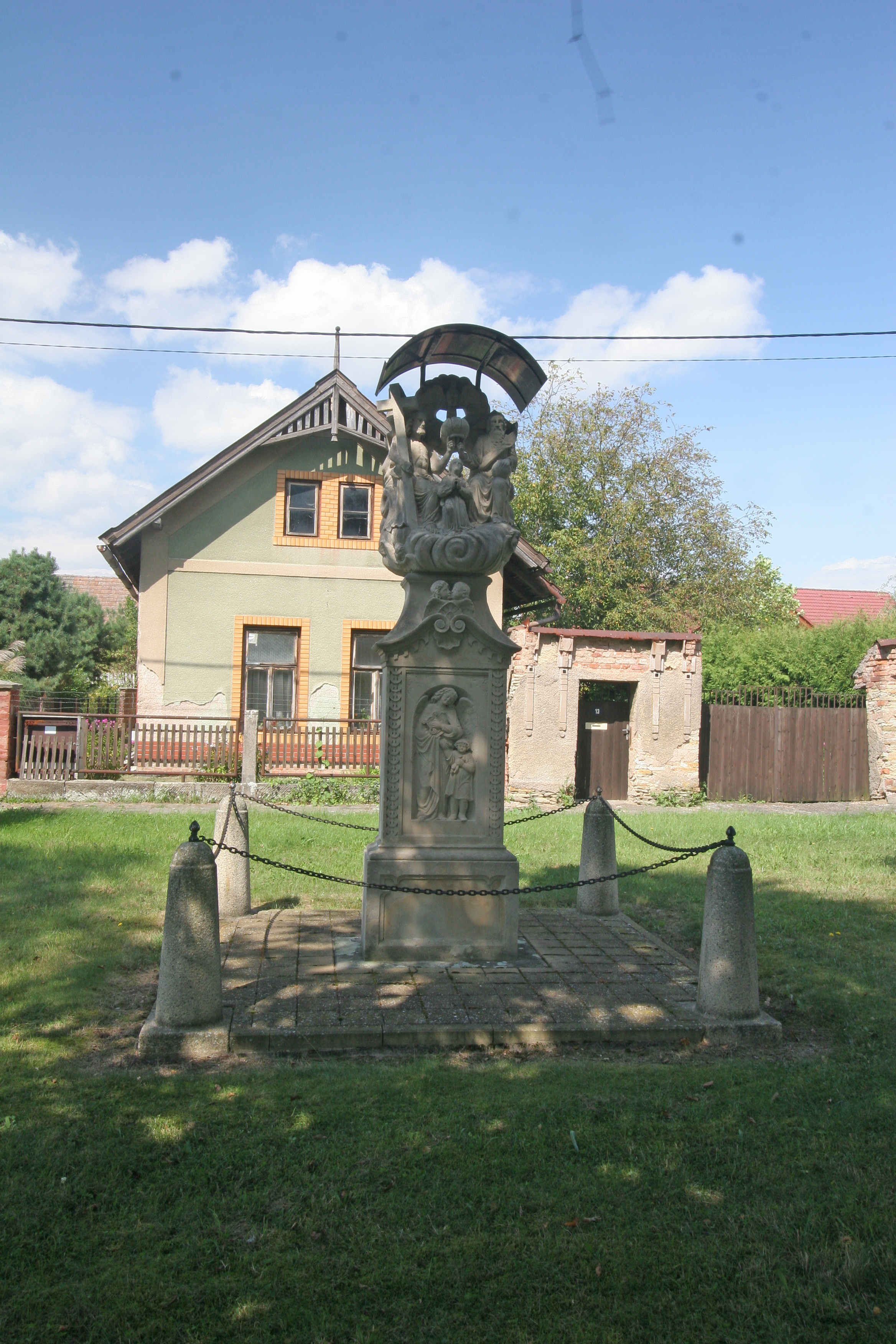
Statue der hl. Dreifaltigkeit

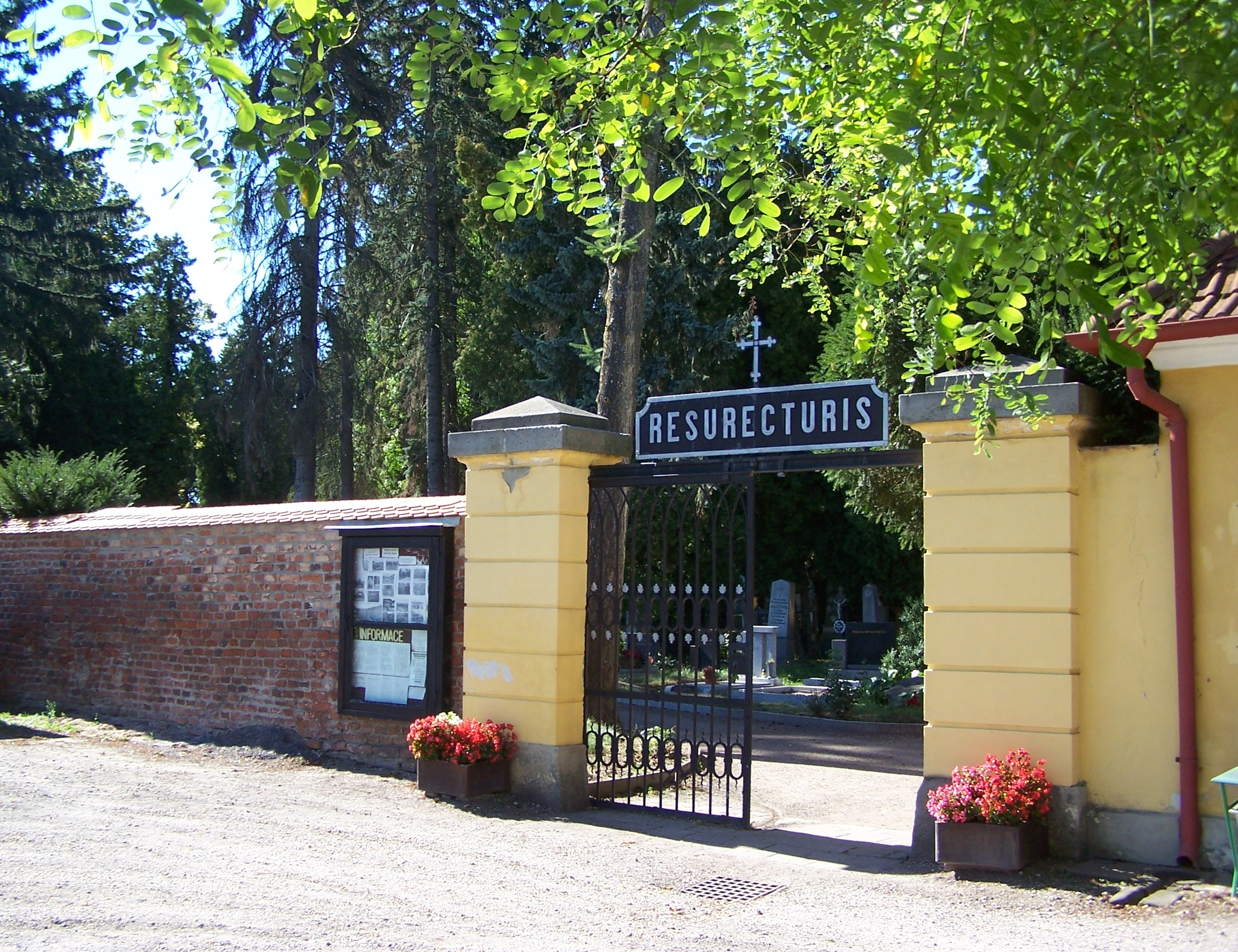
Militärfriedhof

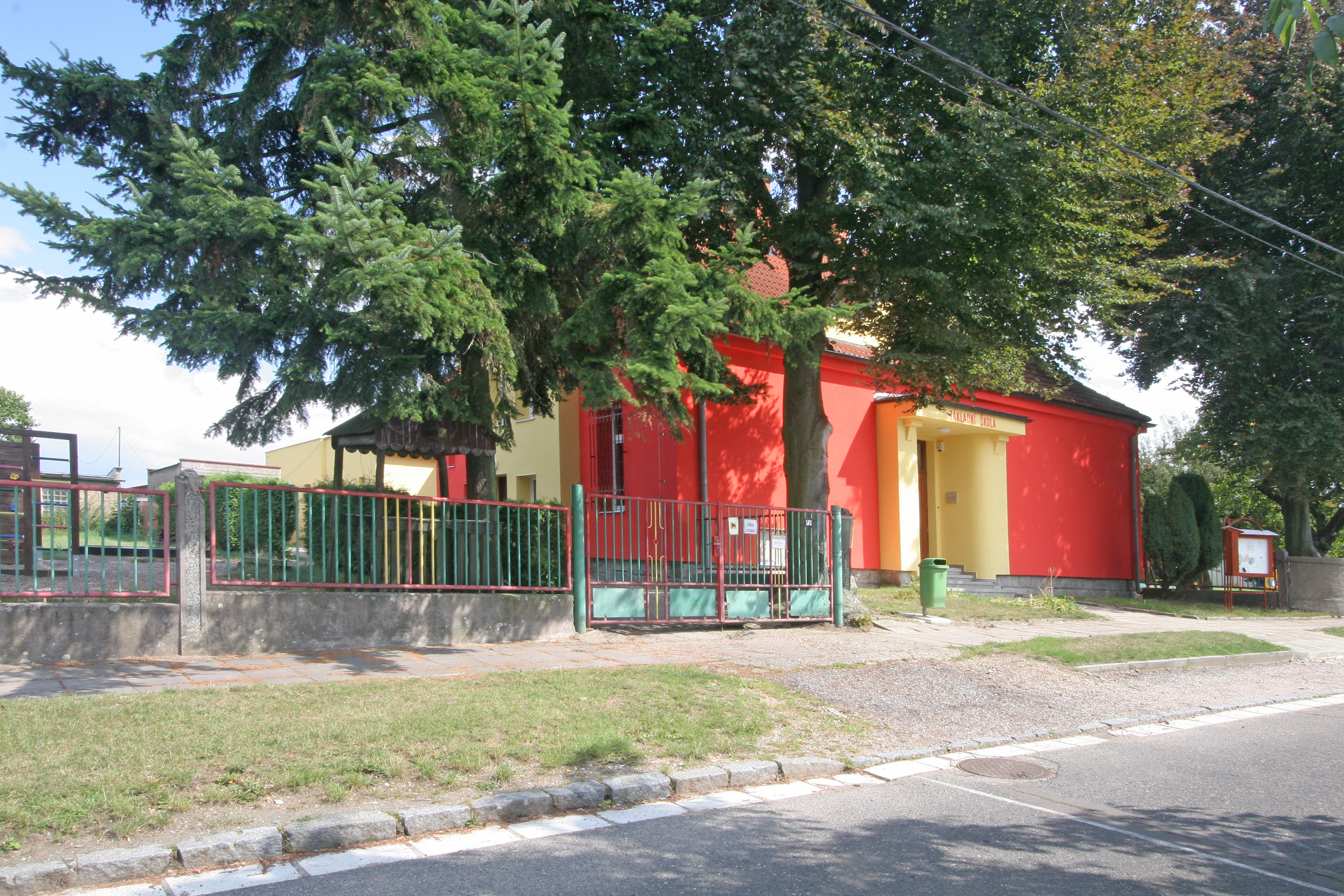
Schule

Rasošky (deutsch Rasoschek) ist eine Gemeinde in Tschechien. Sie liegt vier Kilometer südlich von Jaroměř und gehört zum Okres Náchod.

## Geographie
Rasošky befindet sich linkselbisch auf der Bohuslavická tabule (Bohuslawitzer Tafel). Westlich des Dorfes fließt der Bach Rasošský potok, nördlich der Novopleský potok. Im Südosten erstreckt sich das Waldgebiet des Pleský les und Rasošský les. Nördlich von Rasošky liegt der Militärfriedhof Josefov.
Nachbarorte sind Dolní Ples und Nový Josefov im Norden, Josefov, Starý Ples und Kopeček im Nordosten, Nový Ples im Osten, Čápovka, Králova Lhota, U Baliharů und Lejšovka im Südosten, Smržov und Hubíles im Süden, Vlkov und Holohlavy im Südwesten, Černožice und Čáslavky im Westen sowie Zálabí, Semonice und Jezbiny im Nordwesten.

## Geschichte
Zwischen Ples, Jasenná, Vlkov, Smržov und Lejšovka erstreckte sich bis zum Ende des 18. Jahrhunderts der Wald Rasošky mit mehreren Teichen. Zwischen Smiřice, Zderaz und Skalice schloss sich am linken Elbufer ein eingezäunter Wildgarten an. Erstmals erwähnt wurde der Wald im Jahre 1500 in der Landtafel im Zuge eines Zukaufs zur Herrschaft Smiřice durch Nikolaus den Jüngeren Trčka von Lípa. Die Grafen von Sternberg ließen um 1700 durch den Wald eine von Linden und Ebereschen gesäumte Allee vom Schloss Smiřice zur Kapelle in Ples anlegen. Am Fahrweg von Vlkov nach Ples befand sich ein Jägerhaus.
Im Urbar der Herrschaft Smiřice wurde 1588 die Größe des Waldes auf 55 Lan 26 Hasengarn bzw. insgesamt 120 Leč (ca. 2160 ha) geschätzt. Nach dem Dreißigjährigen Krieg hatte sich die Ausdehnung des bedeutendsten Waldes der Herrschaft halbiert; der Urbar von 1655 gibt für den les Rasošek eine Fläche von 62 Leč (ca. 1116 ha) an. Die nördliche Hälfte des Waldes wurde ab 1780 für den Bau der Festung Josefstadt abgeholzt. Im Herbst 1783 erfolgte eine weitere Abholzung für den Feuerholzbedarf der Festungsbaudirektion.
Im Zuge des Festungsbaus musste auch der größte Teil des langgestreckten Dorfes Ples abgebrochen werden, erhalten blieben nur der oberste (Starý Ples) und der unterste Teil (Dolní Ples). Den umzusiedelnden Bewohnern von Ples wurde am Rande des Festungsbereiches Bauland auf dem Kahlschlag verkauft, es entstanden die Dörfer Rasošek und Nový Ples.
Die ersten Häuser von Rasošek wurden in den Jahren 1780 und 1781 errichtet. Angelegt wurde das Dorf zunächst als Angerdorf (Velká Ves). Als Teile der Bewohner von Ples auch nach Rozběřice umgesiedelt werden sollten, suchten diese bei Kaiser Joseph II. um eine Umsiedlung in der näheren Umgebung ihres alten Dorfes nach. Daraufhin wurde Rasošek nach Norden hin noch um die Häuserzeilen Chalupy und Lumera erweitert. Die Kinder wurden zur Trivialschule in Vlkov eingeschult. Um die Hubertuskapelle bei Starý Ples entstand der neue Friedhof. Rasošek, Nový Ples, Starý Ples und Dolní Ples bildeten weiterhin das Kataster Ples, aus dem die Festungsstadt Josefstadt ausgegliedert worden war. In der ersten Hälfte des 19. Jahrhunderts wurde an der Straße nach Vlkov ein Wirtshaus errichtet.
Im Jahre 1836 bestand das im Königgrätzer Kreis gelegene Dorf Rasoschek, auch Rasossek bzw. Rasosska genannt, aus 67 Häusern, in denen 528 Personen lebten. Im Ort gab es ein Wirtshaus. Pfarrort war Jasena. Die k.k. Kameralherrschaft Smiřitz-Hořeniowes blieb bis 1848 Kronbesitz und wurde danach zur Reichsdomäne, deren Verwaltung der k.k. privilegierten Credit-Anstalt übertragen wurde.
Nach der Aufhebung der Patrimonialherrschaften bildete Rasošky ab 1849 einen Ortsteil der Gemeinde Ples im Gerichtsbezirk Jaroměř. Ab 1868 gehörte das Dorf zum Bezirk Königinhof an der Elbe. 1890 erfolgte die Auflösung der Gemeinde Ples in drei Gemeinden; neben Rasošky (mit dem Ortsteil Dolní Ples t. Vodní Ples) waren dies Starý Ples und Nový Ples. Zum Ende des 19. Jahrhunderts legte die Gemeinde Rasošky nördlich des Dorfes einen eigenen Friedhof an. Im Jahre 1893 wurden die Kinder aus Rasošky von Vlkov nach Josefstadt umgeschult. 1949 wurde Rasošky dem neu gebildeten Okres Jaroměř zugeordnet; dieser wurde im Zuge der Gebietsreform von 1960 aufgehoben, seitdem gehört die Gemeinde zum Okres Náchod. Seit 2016 führt die Gemeinde ein Wappen und Banner.
Die drei Siedlungen von Rasošky wuchsen im 20. Jahrhundert zu einem Dorf zusammen, die Bebauung wurde im Südwesten auch auf die Flur von Vlkov ausgedehnt. In Rasošky besteht heute ein Kindergarten, eine Grundschule und eine Postfiliale.

## Gemeindegliederung
Die Gemeinde Rasošky besteht aus den Ortsteilen Dolní Ples t. Vodní Ples (Unter Ples, auch Wasserples) und Rasošky (Rasoschek). Zu Rasošky gehören außerdem die Einschichten U Baliharů und Zálabí. Der Ortsteil Rasošky gliedert sich in die Ortslagen Velká Ves, Chalupy und Lumera.
Das Gemeindegebiet bildet einen Katastralbezirk.
Den südwestlichen Teil der Ortsbebauung bildet die Grundsiedlungseinheit U Rasošek der Gemeinde Vlkov.

## Sehenswürdigkeiten
- Alter Militärfriedhof der Festung Josefstadt, nördlich des Dorfes an der Straße nach Josefov. Er wurde 1780 zusammen mit der Festung angelegt und diente als Grabstätte von Soldaten, Kriegsgefangenen und Zivilisten der Stadt. Erhalten sind wertvolle Grabmäler aus dem 19. und 20. Jahrhundert, das älteste stammt von 1808. Auf dem Friedhof bestattet wurden u. a. die Feldmarschallleutnante Maximilian Reising von Reisinger und Heinrich von Aulich. Das Denkmal für die russischen Kriegsgefangenen des Ersten Weltkrieges schuf der Bildhauer Nikolai Suschkin. Der Friedhof ist ein Kulturdenkmal.
- Statue der hl. Dreifaltigkeit
- Steinernes Kreuz und Dorfglocke